# ストロベリー・スウィッチブレイド
ストロベリー・スウィッチブレイド (Strawberry Switchblade) は、スコットランド・グラスゴー出身の女性2人による、ニューウェーブ・ポップ・デュオ。サイケデリックなメイクとポルカドット（水玉模様）を基調とした衣装が注目を浴びた。1984年にリリースされた2枚目のシングル「ふたりのイエスタデイ」 (Since Yesterday) という代表曲があり、1986年まで活動していた。

## 来歴
1976年のパンク・ムーヴメントに乗り、グラスゴーのクラブで出会ったジル・ブライソン（ボーカル、ギター）、ローズ・マクドウォール（ボーカル、ギター）、ジャニス・グッドレット（ベース）、キャロル・マクゴーワン（ドラムス）の4人によって、ルーツとなるバンドを結成。
1982年には、ジャニスとキャロルが脱退し、ジルとローズの2人組となった。そして、彼女らと交流があったバンドのオレンジ・ジュースと一緒にライブ・レコーディングした際に、メンバーから「ストロベリー・スウィッチブレイド」と名付けられることになった。
彼女らが最初に契約したレコード・レーベルはインディペンデント・レーベルの「Postcard Records」だったが、このレーベルとの契約中にはレコーディングもリリースもされず、1983年のシングル「Trees and Flowers」 (全英44位) でインディーズ・デビューした。このレコーディング・セッションにはロディ・フレイム (アズテック・カメラ) 、マーク・ベドフォード (マッドネス) 、ダニエル・ウッドゲート (マッドネス) 、ケイト・セント・ジョン (ドリーム・アカデミー)、ニッキー・ホランドらが参加していた。その後、WEAの子会社であるコロヴァ (Korova) と契約を結び、1985年1月、デヴィッド・モーション (David Motion)のプロデュースによるメジャー・デビュー曲「ふたりのイエスタデイ」が全英シングルチャートで5位まで上昇するヒットとなった。同曲が収録された同名アルバム (原題は『Strawberry Switchblade』) も全英アルバムチャートでは22位を記録した。
やがて日本でも話題になり、プロモーションで来日。ロレアルのヘアケア商品のコマーシャルソングとして使用され、またこのころにポルカドット (水玉模様) が流行した一因といわれた。その年の大晦日にはフジテレビジョンで放送された『大晦日チャリティスペシャル・世界紅白歌合戦』にも出演した。
富士重工業の軽自動車スバル・レックスのCMソングになった「エクスタシー」は日本独自で制作・リリースされ、1985年当時、日本のみ発売されたアルバム『ジョリーン 12インチ・アルバム』に収録された。この曲は井上大輔が作曲を担当している。
1986年には日本公演を実施。作成中であった2枚目のアルバム『I feel fine』から、来日記念盤として先行発売された曲「アイ・キャン・フィール」など数曲も披露されたが、予定されていたアメリカ合衆国進出を目前にしながらも、互いの音楽性の違いから解散。活動期間は実質1年半弱と短いものだった。
アルバム『ふたりのイエスタデイ』は、1997年に日本で9曲のボーナス・トラックを収録し再発売されている。
解散後、ジルはKR Frostと結婚し、ジュリアン・コープのアルバムなどに参加して活動を続けていた。ローズはCOILのドリュー・マクドウォールと結婚し、COIL、カレント93、デス・イン・ジューン、サイキックTV、NON (Boyd Rice)、フェルト、Megas等の作品に参加し、Sorrow、Spellといったユニットでも活躍していた。後にローズとドリューは離婚している。

## ふたりのイエスタデイ
「ふたりのイエスタデイ (Since Yesterday)」は、イントロにフィンランドの作曲家、シベリウスの「交響曲 第5番」のファンファーレから始まる特徴を持っていた曲で、白と黒のポルカドット・ドレスを着て登場するプロモーション・ビデオ・クリップと共に印象づけられた曲にもなっている。また、間奏部分で聴けるシーケンサーの音色は、プロデュースを担当したデヴィッド・モーションのスタジオ・テクニックの中でも注目された手法であり、これはシーケンシングされた短めの音源をそのまま使っているのではなく、コード進行に応じて和音で伸びたままになっているシンセサイザーの音源を、ノイズ・ゲートを使って処理する方法が使われていて、外部からトリガーとなるシーケンス音を使ってノイズ・ゲートを外部トリガー・モードにさせ、そのトリガー・タイミングでシンセサイザーの音をぶつ切りにさせ、印象的な間奏部分のシーケンシング・サウンドを作成している。

## エピソード
- グラスゴーのパンク・ディスコで初めて出会った時、お互いの印象はともに「怖い人」であった。 当時のジルは赤い髪をポニーテールにして、黒っぽいメイクで、口唇を真っ赤にしていた。また、ローズはプラスティックのミニスカートを履いて、ブルーグレーに染めた短い髪を突っ立てて、黒い口紅を使用していた[1]。
- グループ名は砂糖菓子の名前に由来するといわれるが、「イチゴの飛び出しナイフ」という意味である。
- 1985年にプロモーションで来日した際、音楽雑誌のインタビューで使用したホテルの庭に植えられていたハボタンをみて「cabbage cabbage!! (キャベツ、キャベツ!!) 」とはしゃいだことが、ベジタリアンである彼女たちらしい一面と紹介された。
- 同じころ、テレビ朝日の番組『ベストヒットUSA』に出演。
- 日本国内でもレコード会社公認の私設ファンクラブが作られたが、会報1号が発行されてしばらくのちに解散してしまったため、ファンクラブも解散することになった。その際、レコード会社の好意により会員にサイン色紙と入手困難なグッズが配布された。

## メンバー
共にボーカル、ギター担当。
- ローズ・マクドウォール (Rose McDowall) - 黒髪で小柄。おもにメインパートを担当。
- ジル・ブライスン (Jill Bryson) - 栗毛がかった髪で大柄。コーラスパート中心であったが、『真夜中のマイケル』ではメイン・ボーカル。コンサートのMCでは、笑いながら話していた。

## ディスコグラフィ

### スタジオ・アルバム
- 『ふたりのイエスタデイ』 - Strawberry Switchblade (1985年)

### コンピレーション・アルバム
- 『ジョリーン 12インチ・アルバム』 - The 12" Album (1985年)
- 『プラチナム・コレクション』 - The Platinum Collection (2005年)

### シングル
- "Trees and Flowers" (1983年)
- 『ふたりのイエスタディ』 - "Since Yesterday" (1984年)
- 『レット・ハー・ゴー』 - "Let Her Go" (1985年)
- 『愛の疑問』 - "Who Knows What Love Is?" (1985年)
- "Beautiful End" (1985年) ※フィリピンのみ
- 『エクスタシー』 - "Ecstasy (Apple Of My Eye)" (1985年) ※日本のみ
- 『ジョリーン』 - "Jolene" (1985年)
- 『アイ・キャン・フィール』 - "I Can Feel" (1986年) ※日本のみ

## アルバム収録曲の詳細
- 『ふたりのイエスタデイ』 (オリジナル LP & カセット) リリース：1985年4月、レーベル：KOROVA/WEA

Side-A
1. ふたりのイエスタデイ - "Since Yesterday"
2. ディープ・ウォーター - "Deep Water"
3. アナザー・デイ - "Another Day"
4. リトル・リヴァー - "Little River"
5. ジェイムズ・オー・ストリート 10番地 - "10 James Orr Street"

Side-B
1. レット・ハー・ゴー - "Let Her Go"
2. 愛の疑問 - "Who Knows What Love Is?"
3. ゴー・アウェイ - "Go Away"
4. シークレッツ - "Secrets"
5. 愛の疑問 (リプライズ) - "Who Knows What Love Is? (Reprise)"
6. ビーイング・コールド - "Being Cold"

- 『ジョリーン 12インチ・アルバム』 (日本国内企画盤、LP) リリース：1985年、レーベル：WARNER PIONEER

1. レット・ハー・ゴー (エクステンデッド・ミックス) - "Let Her Go (Extended Mix)" - 4:48
2. トゥリーズ&フラワーズ (エクステンデッド・ミックス) - "Trees and Flowers (Extended Mix)" - 6:40
3. ふたりのイエスタデイ (エクステンデッド・ミックス) - "Since yesterday (Extended Mix)" - 6:27
4. ジョリーン (エクステンデッド・ミックス) - "Jolene (Extended Mix)" - 6:12
5. 真夜中のマイケル - "Michael Who Walks By Night" - 3:41
6. 愛の疑問 (エクステンデッド・ミックス) - "Who Knows What Love Is ([Extended Mix)" - 5:33
7. エクスタシー - "Ecstasy (Apple of My Eye)" - 3:30

- 『ふたりのイエスタデイ+9』 (日本国内再発売CD) リリース：1997年、レーベル：WEA International

1. ふたりのイエスタデイ - "Since Yesterday"
2. ディープ・ウォーター - "Deep Water"
3. アナザー・デイ - "Another Day"
4. リトル・リヴァー - "Little River"
5. ジェイムズ・オー・ストリート 10番地 - "10 James Orr Street"
6. レット・ハー・ゴー - "Let Her Go"
7. 愛の疑問 - "Who Knows What Love Is?"
8. ゴー・アウェイ - "Go Away"
9. シークレッツ - "Secrets"
10. 愛の疑問 (リプライズ) - "Who Knows What Love Is? (Reprise)"
11. ビーイング・コールド - "Being Cold"
12. ビューティフル・エンド - "Beautiful End"
13. プア・ハーツ - "Poor Hearts"
14. エクスタシー - "Ecstasy (Apple Of My Eye)"
15. ジョリーン - "Jolene"
16. ブラック・タクシー - "Black Taxi"
17. トゥリーズ&フラワーズ (エクステンデッド・ミックス) - "Trees And Flowers (Extended Mix)"
18. 真夜中のマイケル - "Michael Who Walks By Night"
19. ふたりのイエスタデイ (エクステンデッド・ミックス) - "Since Yesterday (Extended Mix)"
20. アイ・キャン・フィール - "I Can Feel"

- 『プラチナム・コレクション』 (CD) リリース：2005年12月、レーベル：WARNERS

1. ふたりのイエスタデイ - "Since Yesterday"
2. トゥリーズ&フラワーズ - "Trees And Flowers"
3. 愛の疑問 - "Who Knows What Love Is?"
4. レット・ハー・ゴー - "Let Her Go"
5. ジョリーン - "Jolene"
6. ディープ・ウォーター - "Deep Water"
7. アナザー・デイ - "Another Day"
8. リトル・リヴァー - "Little River"
9. ジェイムズ・オー・ストリート 10番地 - "10 James Orr Street"
10. ゴー・アウェイ - "Go Away"
11. シークレッツ - "Secrets"
12. ビーイング・コールド - "Being Cold"
13. プア・ハーツ - "Poor Hearts"
14. ブラック・タクシー - "Black Taxi"
15. 真夜中のマイケル - "Michael Who Walks By Night"
16. アイ・キャン・フィール - "I Can Feel"